# Tour de l'Ain 2018
La 30.ª edición del Tour de l'Ain se celebró en Francia entre el 18 y el 20 de mayo de 2018 con inicio en la comuna de Saint-Vulbas y final en la cima del Col de la Faucille en el departamento de Ain. El recorrido consistió de un total de 3 etapas sobre una distancia total de 450,7 km.
La prueba hizo parte del UCI Europe Tour 2018 dentro de la categoría 2.1 y fue ganada por el ciclista francés Arthur Vichot del equipo Groupama-FDJ. El podio lo completaron el ciclista francés Nicolas Edet del equipo Cofidis, Solutions Crédits y el ciclista estonio Rein Taaramäe del equipo Direct Énergie.

## Equipos participantes
Tomarán parte en la carrera 16 equipos, de los cuales 3 son de categoría UCI WorldTeam, 7 de categoría Profesional Continental, 4 de categoría Continental y 2 selecciones nacionales, quienes conformaron un pelotón de 96 ciclistas de los que terminaron 79. Los equipos participantes fueron:
| WorldTeams (3)- Astana - Groupama-FDJ - AG2R La Mondiale Equipos continentales profesionales (7)- Cofidis, Solutions Crédits - Delko-Marseille Provence-KTM - Direct Énergie - Fortuneo-Samsic - Manzana Postobón - Vital Concept - Wanty-Groupe Gobert Equipos continentales (4)- Polartec-Kometa - Saint Michel-Auber 93 - Development Team Sunweb - Roubaix Lille Métropole Equipos nacionales (2)- Suiza - Alemania |
| |

## Recorrido
El Tour de l'Ain dispuso de 3 etapas sobre una distancia un recorrido total de 450,7 km.
| Etapa     | Fecha     | Recorrido                          | type                   | Distancia (km) | Ganador           | Líder             |
| --------- | --------- | ---------------------------------- | ---------------------- | -------------- | ----------------- | ----------------- |
| 1.ª etapa | 18 de may | Saint-Vulbas – Montrevel-en-Bresse | etapa llana            | 166,5          | Hugo Hofstetter   | Hugo Hofstetter   |
| 2.ª etapa | 19 de may | Saint-Trivier-de-Courtes – Arbent  | etapa escarpada        | 150,9          | Javi Moreno Bazán | Javi Moreno Bazán |
| 3.ª etapa | 20 de may | Lélex – Col de la Faucille         | etapa de media montaña | 133,3          | Arthur Vichot     | Arthur Vichot     |

## Desarrollo de la carrera

### 1.ª etapa
| Saint-Vulbas - Montrevel-en-Bresse | etapa llana | (166,5 km) |

| \| Clasificación de la etapa \| Clasificación de la etapa \| Clasificación de la etapa \| Clasificación de la etapa \| Clasificación de la etapa \| \| Ciclista \| Ciclista \| Equipo \| Tiempo \| \| \| ------------------------- \| ------------------------- \| ---------------------------- \| ------------------------- \| ------------------------- \| \| 1.º \| Hugo Hofstetter \| Cofidis, Solutions Crédits \| 3 h 52 min 38 s \| \| \| 2.º \| Lorrenzo Manzin \| Vital Concept \| + 0 s \| \| \| 3.º \| Lilian Calmejane \| Direct Énergie \| + 0 s \| \| \| 4.º \| Dylan Page \| Team Sapura Cycling \| + 0 s \| \| \| 5.º \| Armindo Fonseca \| Fortuneo-Samsic \| + 0 s \| \| \| 6.º \| Andrea Pasqualon \| Wanty-Groupe Gobert \| + 0 s \| \| \| 7.º \| Emiel Vermeulen \| Roubaix Lille Métropole \| + 0 s \| \| \| 8.º \| Samuel Dumoulin \| AG2R La Mondiale \| + 0 s \| \| \| 9.º \| Przemysław Kasperkiewicz \| Delko-Marseille Provence-KTM \| + 0 s \| \| \| 10.º \| Jhojan García \| Manzana Postobón \| + 0 s \| \| |                          |                              |                 |
| |                          |                              |                 |
| Fuentes: ProCyclingStats Cycling Archives |                          |                              |                 |
| Clasificación de la etapa |                          |                              |                 |
| Ciclista | Ciclista                 | Equipo                       | Tiempo          |
| 1.º | Hugo Hofstetter          | Cofidis, Solutions Crédits   | 3 h 52 min 38 s |
| 2.º | Lorrenzo Manzin          | Vital Concept                | + 0 s           |
| 3.º | Lilian Calmejane         | Direct Énergie               | + 0 s           |
| 4.º | Dylan Page               | Team Sapura Cycling          | + 0 s           |
| 5.º | Armindo Fonseca          | Fortuneo-Samsic              | + 0 s           |
| 6.º | Andrea Pasqualon         | Wanty-Groupe Gobert          | + 0 s           |
| 7.º | Emiel Vermeulen          | Roubaix Lille Métropole      | + 0 s           |
| 8.º | Samuel Dumoulin          | AG2R La Mondiale             | + 0 s           |
| 9.º | Przemysław Kasperkiewicz | Delko-Marseille Provence-KTM | + 0 s           |
| 10.º | Jhojan García            | Manzana Postobón             | + 0 s           |

| \| Clasificación general \| Clasificación general \| Clasificación general \| Clasificación general \| Clasificación general \| \| Ciclista \| Ciclista \| Equipo \| Tiempo \| \| \| --------------------- \| ------------------------ \| ---------------------------- \| --------------------- \| --------------------- \| \| 1.º \| Hugo Hofstetter \| Cofidis, Solutions Crédits \| 3 h 52 min 28 s \| \| \| 2.º \| Lorrenzo Manzin \| Vital Concept \| + 4 s \| \| \| 3.º \| Lilian Calmejane \| Direct Énergie \| + 6 s \| \| \| 4.º \| Dylan Page \| Team Sapura Cycling \| + 10 s \| \| \| 5.º \| Armindo Fonseca \| Fortuneo-Samsic \| + 10 s \| \| \| 6.º \| Andrea Pasqualon \| Wanty-Groupe Gobert \| + 10 s \| \| \| 7.º \| Emiel Vermeulen \| Roubaix Lille Métropole \| + 10 s \| \| \| 8.º \| Samuel Dumoulin \| AG2R La Mondiale \| + 10 s \| \| \| 9.º \| Przemysław Kasperkiewicz \| Delko-Marseille Provence-KTM \| + 10 s \| \| \| 10.º \| Jhojan García \| Manzana Postobón \| + 10 s \| \| |                          |                              |                 |
| |                          |                              |                 |
| Fuentes: ProCyclingStats Cycling Archives |                          |                              |                 |
| Clasificación general |                          |                              |                 |
| Ciclista | Ciclista                 | Equipo                       | Tiempo          |
| 1.º | Hugo Hofstetter          | Cofidis, Solutions Crédits   | 3 h 52 min 28 s |
| 2.º | Lorrenzo Manzin          | Vital Concept                | + 4 s           |
| 3.º | Lilian Calmejane         | Direct Énergie               | + 6 s           |
| 4.º | Dylan Page               | Team Sapura Cycling          | + 10 s          |
| 5.º | Armindo Fonseca          | Fortuneo-Samsic              | + 10 s          |
| 6.º | Andrea Pasqualon         | Wanty-Groupe Gobert          | + 10 s          |
| 7.º | Emiel Vermeulen          | Roubaix Lille Métropole      | + 10 s          |
| 8.º | Samuel Dumoulin          | AG2R La Mondiale             | + 10 s          |
| 9.º | Przemysław Kasperkiewicz | Delko-Marseille Provence-KTM | + 10 s          |
| 10.º | Jhojan García            | Manzana Postobón             | + 10 s          |

### 2.ª etapa
| Saint-Trivier-de-Courtes - Arbent | etapa escarpada | (150,9 km) |

| \| Clasificación de la etapa \| Clasificación de la etapa \| Clasificación de la etapa \| Clasificación de la etapa \| Clasificación de la etapa \| \| Ciclista \| Ciclista \| Equipo \| Tiempo \| \| \| ------------------------- \| ------------------------- \| ---------------------------- \| ------------------------- \| ------------------------- \| \| 1.º \| Javi Moreno Bazán \| Delko-Marseille Provence-KTM \| 3 h 57 min 54 s \| \| \| 2.º \| Arthur Vichot \| Groupama-FDJ \| + 0 s \| \| \| 3.º \| Marc Hirschi \| Development Team Sunweb \| + 3 s \| \| \| 4.º \| Ricardo Vilela \| Manzana Postobón \| + 3 s \| \| \| 5.º \| Nicolas Edet \| Cofidis, Solutions Crédits \| + 3 s \| \| \| 6.º \| Matteo Badilatti \| Suiza \| + 5 s \| \| \| 7.º \| Rein Taaramäe \| Direct Énergie \| + 6 s \| \| \| 8.º \| Nans Peters \| AG2R La Mondiale \| + 55 s \| \| \| 9.º \| Kévin Le Cunff \| Saint Michel-Auber 93 \| + 55 s \| \| \| 10.º \| Andrea Pasqualon \| Wanty-Groupe Gobert \| + 1 min 09 s \| \| |                   |                              |                 |
| |                   |                              |                 |
| Fuentes: ProCyclingStats Cycling Archives |                   |                              |                 |
| Clasificación de la etapa |                   |                              |                 |
| Ciclista | Ciclista          | Equipo                       | Tiempo          |
| 1.º | Javi Moreno Bazán | Delko-Marseille Provence-KTM | 3 h 57 min 54 s |
| 2.º | Arthur Vichot     | Groupama-FDJ                 | + 0 s           |
| 3.º | Marc Hirschi      | Development Team Sunweb      | + 3 s           |
| 4.º | Ricardo Vilela    | Manzana Postobón             | + 3 s           |
| 5.º | Nicolas Edet      | Cofidis, Solutions Crédits   | + 3 s           |
| 6.º | Matteo Badilatti  | Suiza                        | + 5 s           |
| 7.º | Rein Taaramäe     | Direct Énergie               | + 6 s           |
| 8.º | Nans Peters       | AG2R La Mondiale             | + 55 s          |
| 9.º | Kévin Le Cunff    | Saint Michel-Auber 93        | + 55 s          |
| 10.º | Andrea Pasqualon  | Wanty-Groupe Gobert          | + 1 min 09 s    |

| \| Clasificación general \| Clasificación general \| Clasificación general \| Clasificación general \| Clasificación general \| \| Ciclista \| Ciclista \| Equipo \| Tiempo \| \| \| --------------------- \| --------------------- \| ---------------------------- \| --------------------- \| --------------------- \| \| 1.º \| Javi Moreno Bazán \| Delko-Marseille Provence-KTM \| 7 h 50 min 22 s \| \| \| 2.º \| Arthur Vichot \| Groupama-FDJ \| + 4 s \| \| \| 3.º \| Marc Hirschi \| Development Team Sunweb \| + 9 s \| \| \| 4.º \| Ricardo Vilela \| Manzana Postobón \| + 13 s \| \| \| 5.º \| Nicolas Edet \| Cofidis, Solutions Crédits \| + 13 s \| \| \| 6.º \| Matteo Badilatti \| Suiza \| + 15 s \| \| \| 7.º \| Rein Taaramäe \| Direct Énergie \| + 16 s \| \| \| 8.º \| Kévin Le Cunff \| Saint Michel-Auber 93 \| + 1 min 05 s \| \| \| 9.º \| Nans Peters \| AG2R La Mondiale \| + 1 min 05 s \| \| \| 10.º \| Lilian Calmejane \| Direct Énergie \| + 1 min 15 s \| \| |                   |                              |                 |
| |                   |                              |                 |
| Fuentes: ProCyclingStats Cycling Archives |                   |                              |                 |
| Clasificación general |                   |                              |                 |
| Ciclista | Ciclista          | Equipo                       | Tiempo          |
| 1.º | Javi Moreno Bazán | Delko-Marseille Provence-KTM | 7 h 50 min 22 s |
| 2.º | Arthur Vichot     | Groupama-FDJ                 | + 4 s           |
| 3.º | Marc Hirschi      | Development Team Sunweb      | + 9 s           |
| 4.º | Ricardo Vilela    | Manzana Postobón             | + 13 s          |
| 5.º | Nicolas Edet      | Cofidis, Solutions Crédits   | + 13 s          |
| 6.º | Matteo Badilatti  | Suiza                        | + 15 s          |
| 7.º | Rein Taaramäe     | Direct Énergie               | + 16 s          |
| 8.º | Kévin Le Cunff    | Saint Michel-Auber 93        | + 1 min 05 s    |
| 9.º | Nans Peters       | AG2R La Mondiale             | + 1 min 05 s    |
| 10.º | Lilian Calmejane  | Direct Énergie               | + 1 min 15 s    |

### 3.ª etapa
| Lélex - Col de la Faucille | etapa de media montaña | (133,3 km) |

| \| Clasificación de la etapa \| Clasificación de la etapa \| Clasificación de la etapa \| Clasificación de la etapa \| Clasificación de la etapa \| \| Ciclista \| Ciclista \| Equipo \| Tiempo \| \| \| ------------------------- \| ------------------------- \| -------------------------- \| ------------------------- \| ------------------------- \| \| 1.º \| Arthur Vichot \| Groupama-FDJ \| 3 h 25 min 54 s \| \| \| 2.º \| Nans Peters \| AG2R La Mondiale \| + 0 s \| \| \| 3.º \| Nicolas Edet \| Cofidis, Solutions Crédits \| + 3 s \| \| \| 4.º \| David Gaudu \| Groupama-FDJ \| + 13 s \| \| \| 5.º \| Rein Taaramäe \| Direct Énergie \| + 24 s \| \| \| 6.º \| Mathias Le Turnier \| Cofidis, Solutions Crédits \| + 27 s \| \| \| 7.º \| Tony Gallopin \| AG2R La Mondiale \| + 41 s \| \| \| 8.º \| Marc Hirschi \| Development Team Sunweb \| + 41 s \| \| \| 9.º \| Hugo Houle \| Astana \| + 45 s \| \| \| 10.º \| Anthony Perez \| Cofidis, Solutions Crédits \| + 1 min 03 s \| \| |                    |                            |                 |
| |                    |                            |                 |
| Fuentes: ProCyclingStats Cycling Archives |                    |                            |                 |
| Clasificación de la etapa |                    |                            |                 |
| Ciclista | Ciclista           | Equipo                     | Tiempo          |
| 1.º | Arthur Vichot      | Groupama-FDJ               | 3 h 25 min 54 s |
| 2.º | Nans Peters        | AG2R La Mondiale           | + 0 s           |
| 3.º | Nicolas Edet       | Cofidis, Solutions Crédits | + 3 s           |
| 4.º | David Gaudu        | Groupama-FDJ               | + 13 s          |
| 5.º | Rein Taaramäe      | Direct Énergie             | + 24 s          |
| 6.º | Mathias Le Turnier | Cofidis, Solutions Crédits | + 27 s          |
| 7.º | Tony Gallopin      | AG2R La Mondiale           | + 41 s          |
| 8.º | Marc Hirschi       | Development Team Sunweb    | + 41 s          |
| 9.º | Hugo Houle         | Astana                     | + 45 s          |
| 10.º | Anthony Perez      | Cofidis, Solutions Crédits | + 1 min 03 s    |

## Clasificaciones finales
Las clasificaciones finalizaron de la siguiente forma:

### Clasificación general
| \| Clasificación general \| Clasificación general \| Clasificación general \| Clasificación general \| Clasificación general \| \| Ciclista \| Ciclista \| Equipo \| Tiempo \| \| \| --------------------- \| --------------------- \| ---------------------------- \| --------------------- \| --------------------- \| \| 1.º \| Arthur Vichot \| Groupama-FDJ \| 11 min 16 s \| \| \| 2.º \| Nicolas Edet \| Cofidis, Solutions Crédits \| + 18 s \| \| \| 3.º \| Rein Taaramäe \| Direct Énergie \| + 46 s \| \| \| 4.º \| Marc Hirschi \| Development Team Sunweb \| + 56 s \| \| \| 5.º \| Nans Peters \| AG2R La Mondiale \| + 1 min 05 s \| \| \| 6.º \| Javi Moreno Bazán \| Delko-Marseille Provence-KTM \| + 1 min 17 s \| \| \| 7.º \| Matteo Badilatti \| Suiza \| + 1 min 32 s \| \| \| 8.º \| Ricardo Vilela \| Manzana Postobón \| + 1 min 41 s \| \| \| 9.º \| Lilian Calmejane \| Direct Énergie \| + 2 min 26 s \| \| \| 10.º \| Anthony Perez \| Cofidis, Solutions Crédits \| + 2 min 28 s \| \| |                   |                              |              |
| |                   |                              |              |
| Fuentes: ProCyclingStats Cycling Archives |                   |                              |              |
| Clasificación general |                   |                              |              |
| Ciclista | Ciclista          | Equipo                       | Tiempo       |
| 1.º | Arthur Vichot     | Groupama-FDJ                 | 11 min 16 s  |
| 2.º | Nicolas Edet      | Cofidis, Solutions Crédits   | + 18 s       |
| 3.º | Rein Taaramäe     | Direct Énergie               | + 46 s       |
| 4.º | Marc Hirschi      | Development Team Sunweb      | + 56 s       |
| 5.º | Nans Peters       | AG2R La Mondiale             | + 1 min 05 s |
| 6.º | Javi Moreno Bazán | Delko-Marseille Provence-KTM | + 1 min 17 s |
| 7.º | Matteo Badilatti  | Suiza                        | + 1 min 32 s |
| 8.º | Ricardo Vilela    | Manzana Postobón             | + 1 min 41 s |
| 9.º | Lilian Calmejane  | Direct Énergie               | + 2 min 26 s |
| 10.º | Anthony Perez     | Cofidis, Solutions Crédits   | + 2 min 28 s |

### Clasificación por puntos
| Clasificación por puntos | Clasificación por puntos | Clasificación por puntos     | Clasificación por puntos | Clasificación por puntos |
| Ciclista                 | Ciclista                 | Equipo                       | Puntos                   |                          |
| ------------------------ | ------------------------ | ---------------------------- | ------------------------ | ------------------------ |
| 1.º                      | Arthur Vichot            | Groupama-FDJ                 | 52 pts                   |                          |
| 2.º                      | Nicolas Edet             | Cofidis, Solutions Crédits   | 38 pts                   |                          |
| 3.º                      | Nans Peters              | AG2R La Mondiale             | 35 pts                   |                          |
| 4.º                      | Javi Moreno Bazán        | Delko-Marseille Provence-KTM | 35 pts                   |                          |
| 5.º                      | Hugo Hofstetter          | Cofidis, Solutions Crédits   | 29 pts                   |                          |
| 6.º                      | Marc Hirschi             | Development Team Sunweb      | 25 pts                   |                          |
| 7.º                      | Lilian Calmejane         | Direct Énergie               | 22 pts                   |                          |
| 8.º                      | Rein Taaramäe            | Direct Énergie               | 22 pts                   |                          |
| 9.º                      | Lorrenzo Manzin          | Vital Concept                | 16 pts                   |                          |
| 10.º                     | Andrea Pasqualon         | Wanty-Groupe Gobert          | 13 pts                   |                          |

### Clasificación de la montaña
| Clasificación de la montaña | Clasificación de la montaña | Clasificación de la montaña | Clasificación de la montaña | Clasificación de la montaña |
| Ciclista                    | Ciclista                    | Equipo                      | Puntos                      |                             |
| --------------------------- | --------------------------- | --------------------------- | --------------------------- | --------------------------- |
| 1.º                         | Camille Thominet            | Saint Michel-Auber 93       | 40 pts                      |                             |
| 2.º                         | Thomas Joly                 | Roubaix Lille Métropole     | 35 pts                      |                             |
| 3.º                         | Daniel Teklehaimanot        | Cofidis, Solutions Crédits  | 28 pts                      |                             |
| 4.º                         | Arthur Vichot               | Groupama-FDJ                | 24 pts                      |                             |
| 5.º                         | Nicolas Edet                | Cofidis, Solutions Crédits  | 24 pts                      |                             |
| 6.º                         | David Gaudu                 | Groupama-FDJ                | 18 pts                      |                             |
| 7.º                         | Rein Taaramäe               | Direct Énergie              | 15 pts                      |                             |
| 8.º                         | Nans Peters                 | AG2R La Mondiale            | 14 pts                      |                             |
| 9.º                         | Romain Sicard               | Direct Énergie              | 10 pts                      |                             |
| 10.º                        | Hugo Houle                  | Astana                      | 10 pts                      |                             |

### Clasificación de los jóvenes
| Clasificación del mejor joven | Clasificación del mejor joven | Clasificación del mejor joven | Clasificación del mejor joven | Clasificación del mejor joven |
| Ciclista                      | Ciclista                      | Equipo                        | Tiempo                        |                               |
| ----------------------------- | ----------------------------- | ----------------------------- | ----------------------------- | ----------------------------- |
| 1.º                           | Marc Hirschi                  | Development Team Sunweb       | 11 h 17 min 06 s              |                               |
| 2.º                           | Michel Ries                   | Polartec-Kometa               | + 1 min 34 s                  |                               |
| 3.º                           | David Gaudu                   | Groupama-FDJ                  | + 2 min 43 s                  |                               |
| 4.º                           | Jhojan García                 | Manzana Postobón              | + 2 min 56 s                  |                               |
| 5.º                           | Gordian Banzer                | Akros-Renfer                  | + 9 min 25 s                  |                               |
| 6.º                           | Florian Stork                 | Development Team Sunweb       | + 11 min 39 s                 |                               |
| 7.º                           | Johannes Adamietz             | Alemania                      | + 12 min 27 s                 |                               |
| 8.º                           | Kevin Inkelaar                | Polartec-Kometa               | + 16 min 44 s                 |                               |
| 9.º                           | Dimitri Bussard               | Suiza                         | + 20 min 30 s                 |                               |
| 10.º                          | Justin Paroz                  | Suiza                         | + 22 min 59 s                 |                               |

### Clasificación por equipos
| Clasificación por equipos | Clasificación por equipos    | Clasificación por equipos | Clasificación por equipos |
| Equipo                    | Equipo                       | Tiempo                    |                           |
| ------------------------- | ---------------------------- | ------------------------- | ------------------------- |
| 1.º                       | Manzana Postobón             | 33 h 57 min 57 s          |                           |
| 2.º                       | Cofidis, Solutions Crédits   | + 2 min 33 s              |                           |
| 3.º                       | AG2R La Mondiale             | + 3 min 53 s              |                           |
| 4.º                       | Groupama-FDJ                 | + 5 min 20 s              |                           |
| 5.º                       | Delko-Marseille Provence-KTM | + 8 min 08 s              |                           |
| 6.º                       | Direct Énergie               | + 8 min 16 s              |                           |
| 7.º                       | Fortuneo-Samsic              | + 11 min 42 s             |                           |
| 8.º                       | Suiza                        | + 12 min 54 s             |                           |
| 9.º                       | Saint Michel-Auber 93        | + 15 min 42 s             |                           |
| 10.º                      | Wanty-Groupe Gobert          | + 26 min 59 s             |                           |

## Evolución de las clasificaciones
| Etapa                   | Vencedor                | Clasificación general | Clasificación por puntos | Clasificación de la montaña | Clasificación de los jóvenes | Clasificación por equipos |
| ----------------------- | ----------------------- | --------------------- | ------------------------ | --------------------------- | ---------------------------- | ------------------------- |
| 1.ª                     | Hugo Hofstetter         | Hugo Hofstetter       | Hugo Hofstetter          | Juan Pablo Villegas         | Jhojan García                | Wanty-Groupe Gobert       |
| 2.ª                     | Javi Moreno             | Javi Moreno           | Javi Moreno              | Camille Thominet            | Marc Hirschi                 | Manzana Postobón          |
| 3.ª                     | Arthur Vichot           | Arthur Vichot         | Arthur Vichot            | Camille Thominet            | Marc Hirschi                 | Manzana Postobón          |
| Clasificaciones finales | Clasificaciones finales | Arthur Vichot         | Arthur Vichot            | Camille Thominet            | Marc Hirschi                 | Manzana Postobón          |

## UCI World Ranking
El Tour de l'Ain otorga puntos para el UCI Europe Tour 2018 y el UCI World Ranking, este último para corredores de los equipos en las categorías UCI WorldTeam, Profesional Continental y Equipos Continentales. Las siguientes tablas muestran el baremo de puntuación y los 10 corredores que obtuvieron más puntos:
| Posición              | 1.º | 2.º | 3.º | 4.º | 5.º | 6.º | 7.º | 8.º | 9.º | 10.º | 11.º | 12.º | 13.º-15.º | 16.º-25.º |
| Clasificación general | 125 | 85  | 70  | 60  | 50  | 40  | 35  | 30  | 25  | 20   | 15   | 10   | 5         | 3         |
| Por etapa             | 14  | 5   | 3   |     |     |     |     |     |     |      |      |      |           |           |
| Líder                 | 3   |     |     |     |     |     |     |     |     |      |      |      |           |           |

| Clasificación | Clasificación    | Clasificación                | Clasificación | Clasificación | Clasificación | Clasificación |
| Posición      | Ciclista         | Equipo                       | General       | Etapa         | Líder         | Total         |
| ------------- | ---------------- | ---------------------------- | ------------- | ------------- | ------------- | ------------- |
| 1.º           | Arthur Vichot    | Groupama-FDJ                 | 125           | 19            | -             | 144           |
| 2.º           | Nicolas Edet     | Cofidis, Solutions Crédits   | 85            | 3             | -             | 88            |
| 3.º           | Rein Taaramäe    | Direct Énergie               | 70            | -             | -             | 70            |
| 4.º           | Marc Hirschi     | Development Sunweb           | 60            | 3             | -             | 63            |
| 5.º           | Javier Moreno    | Delko Marseille Provence KTM | 40            | 14            | 3             | 57            |
| 6.º           | Nans Peters      | Ag2r La Mondiale             | 50            | 5             | -             | 55            |
| 7.º           | Matteo Badilatti | Selección de Suiza           | 35            | -             | -             | 35            |
| 8.º           | Ricardo Vilela   | Manzana Postobón             | 30            | -             | -             | 30            |
| 9.º           | Lilian Calmejane | Direct Énergie               | 25            | 3             | -             | 28            |
| 10.º          | Anthony Perez    | Cofidis, Solutions Crédits   | 20            | -             | -             | 20            |